# Família nuclear

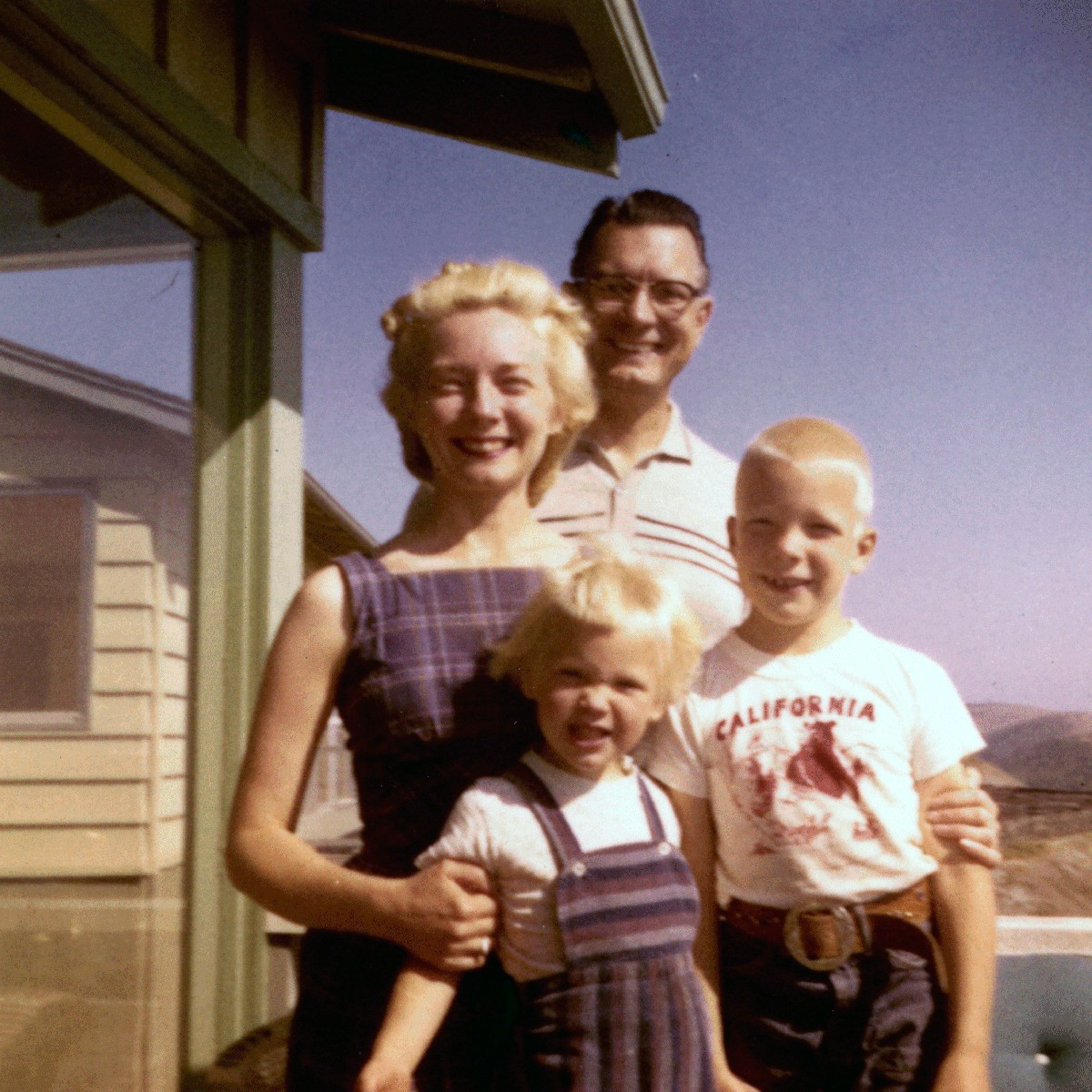
Uma família nuclear norte-americana composta por mãe, pai e filhos, 1955

Família nuclear é um termo usado para definir um grupo familiar composto por um casal de adultos que devido a relações sexuais ocorridas e correntes entre o par que se uniu por relações, as mais diversas possíveis (a nível físico, psíquico, emocional, espiritual, social, político, entre outras, se houver), e que permitiu o surgimento dos parentes de primeiro grau e seus filhos.
Contrasta com a família monoparental, a família extensa ou estendida (composta por avós, tios, primos e netos) e a família com mais de dois pais. As famílias nucleares se referem a um casal; e pode ter qualquer número de crianças. Existem diferenças na definição entre observadores; algumas definições permite apenas filhos biológicos, ou seja, que são irmãos de sangue, enquanto outros permitem um padrasto e qualquer mistura de filhos dependentes, incluindo enteados e filhos adotivos.
Historicamente, a família nuclear tem sido a unidade familiar predominante na sociedade ocidental.
As estruturas familiares de um casal e seus filhos estiveram presentes na Europa Ocidental e na Nova Inglaterra, no século XVII, influenciada pela igreja e por governos teocráticos. Com o surgimento da Proto-industrialização e o início do capitalismo, a família nuclear tornou-se uma unidade social financeiramente viável. O termo família nuclear apareceu pela primeira vez no início do século XX. Definições alternativas evoluíram para incluir unidades familiares chefiadas por pais do mesmo sexo, e familiares adultos talvez adicionais que assumem um papel de coabitação parental; neste último caso, também recebe o nome de família conjugal.